# Seznam azerbajdžanskih skladateljev
Seznam azerbajdžanskih skladateljev.

## A
- Frangiz Ali-Zadeh
- Fikret Amirov

## G
- Gara Garajev

## H
- Uzeir Hadžibekov (Uzeir Abdul Husejn-ogly Hadžibekov) (1885 - 1948)

## M
- Eldar Mansurov

## Z
- Vagif Mustafazadeh